# Demokratiska partiet (Sydkorea, 2014)

Demokratiska partiet i Sydkorea (DPK) är ett liberalt politiskt parti i Sydkorea. Partiet är ett av landets största, och utgör det största oppositionspartiet. Partiordförande är Lee Jae-myung.

## Ideologi och falanger
DPK beskrivs ofta som ett mittenparti, ett mitten-vänsterparti och/eller som ett "något progressivt" parti. Något som dock är en sanning med modifikation eftersom partiet består av flera falanger som sinsemellan drar åt lite olika håll, allt från falanger som drar mot vänster till falanger som drar åt höger.

### Vänster/mitten eller den socialliberala falangen
Socialliberaler som Lee Jae-myung stöder mitten-vänsterpolitik inklusive New Deal-liknande politik.